# Sonja Zwazl

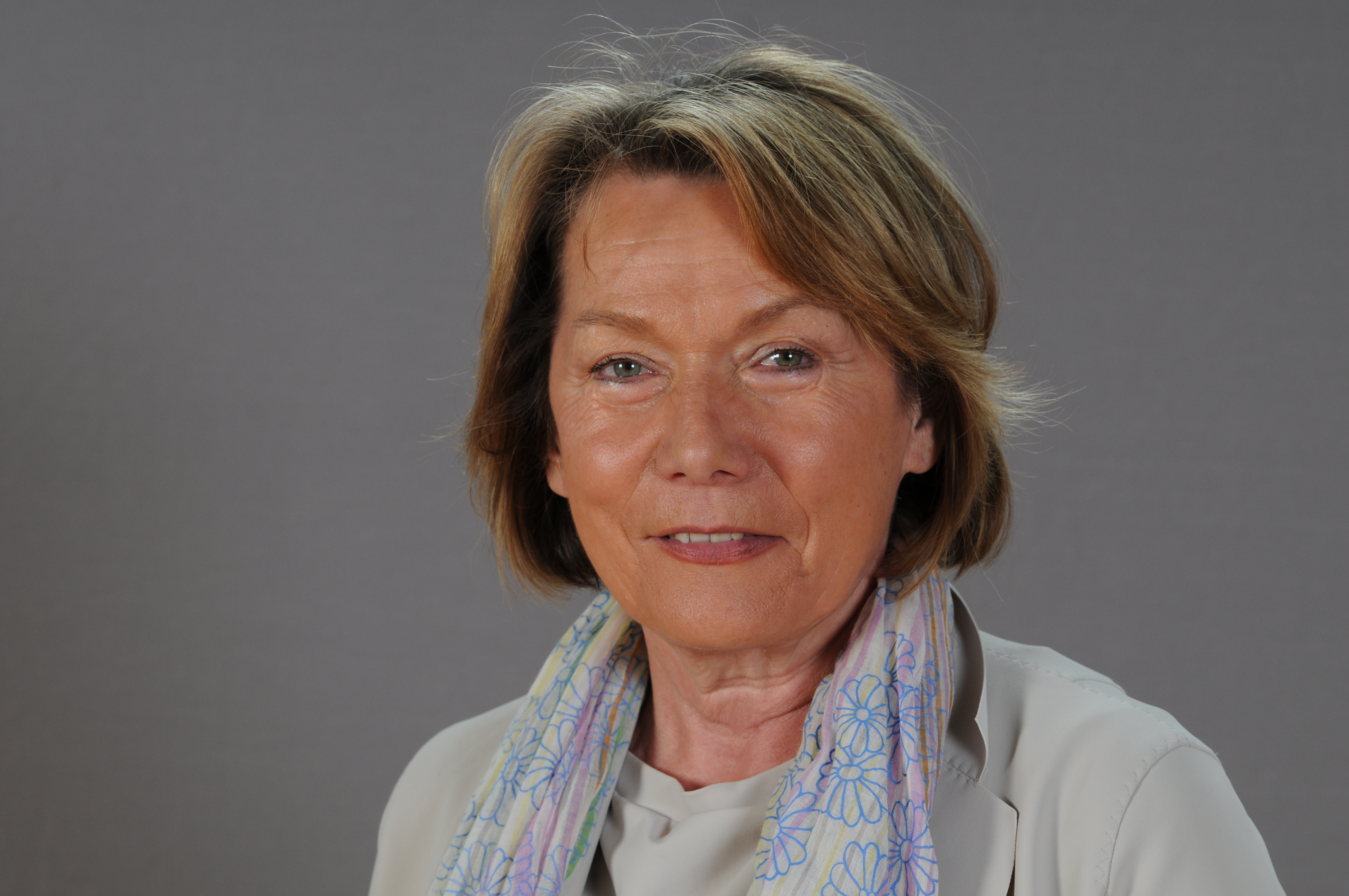
Sonja Zwazl 2013

Sonja Zwazl (* 10. Juli 1946 in Weitra, Niederösterreich) ist eine österreichische Politikerin der ÖVP. Zwazl war von 2003 bis März 2023 Mitglied des österreichischen Bundesrates und im ersten Halbjahr 2015 dessen Präsidentin. Sie war bis 2020 Präsidentin der Wirtschaftskammer Niederösterreich (WKNÖ).

## Leben
Nach der Volksschule und Hauptschule besuchte sie von 1960 bis 1962 eine Handelsschule. Von 1971 bis 1973 absolvierte sie das Fototechnikum und war von 1992 bis 1994 außerordentliche Schülerin an der Berufsschule für künstlerische Berufe.
Beruflich begann Sonja Zwazl von 1962 bis 1965 mit der Lohnverrechnung bei der Wiener Baufirma Paitl & Meissner, später von 1965 bis 1969 als Chefsekretärin der Triester Verkehrsstelle und Triester Handelskammer in Wien, bis sie seit 1969 selbstständige Geschäftsinhaberin der Firma Schönes & Rahmen wurde.

## Politische Laufbahn
Von 1985 bis 2005 war sie Vorsitzende der Organisation Frau in der Wirtschaft in Niederösterreich und seit 1990 Mitglied des Wirtschaftsparlaments der Wirtschaftskammer Österreichs. Von 1995 bis 1999 war sie Vizepräsidentin der Wirtschaftskammer Niederösterreichs, bis sie am 3. Dezember 1999 deren Präsidentin wurde.
Darüber hinaus war Sonja Zwazl von 2000 bis 2007 Bundesvorsitzende der Frau in der Wirtschaft, Vizepräsidentin des Österreichischen Wirtschaftsbundes und Obfrau des Niederösterreichischen Wirtschaftsbundes. Im November 2018 folgte ihr Wolfgang Ecker als Obmann des Wirtschaftsbundes Niederösterreich nach. Im Mai 2020 wurde Ecker auch zu ihrem Nachfolger als Präsident der Wirtschaftskammer Niederösterreich gewählt.
Ab dem 24. April 2003 war sie Mitglied des österreichischen Bundesrates. Bei der Landtagswahl 2013 erhielt sie 684 von insgesamt 302.850 für die ÖVP abgegebenen Vorzugsstimmen. Vom 1. Jänner bis zum 30. Juni 2015 war sie turnusgemäß Präsidentin des Bundesrates. Nach der Landtagswahl in Niederösterreich 2023 schied sie aus dem Bundesrat aus.

## Kritik
Öffentlich kritisiert wurden die auch aus Mitgliederbeiträgen finanzierten Kosten für eine Feier zu ihrem Abschied von der Wirtschaftskammer Niederösterreich und die Vergabe des Auftrags für die Gestaltung des zugehörigen Buches an eine Wirtschaftsbund-Funktionärin.

## Auszeichnungen (Auszug)
- 1996 erhielt Sonja Zwazl den Berufstitel Kommerzialrätin.
- Am 14. Juli 2006 wurde ihr von Landeshauptmann Erwin Pröll das Goldene Komturkreuz des Ehrenzeichens für Verdienste um das Bundesland Niederösterreich überreicht.[6]
- 2014: Großes Goldenes Ehrenzeichen für Verdienste um die Republik Österreich